# Гейдельберг
Ге́йдельберг (также Ха́йдельберг, нем. Heidelberg, пфальц. Heidlberg) — город в Германии, на северо-западе земли Баден-Вюртемберг. Пятый по величине город земли с населением около 160 000 жителей (2018).
Гейдельберг находится на берегу Неккара в густонаселённом регионе на стыке земель Гессен, Баден-Вюртемберг и Рейнланд-Пфальц. Вместе с Мангеймом и Людвигсхафеном образует регион-агломерацию «Рейн-Неккарский треугольник» — седьмой по размеру экономический регион страны. Один из традиционных университетских городов Германии: Гейдельбергский университет — старейшее высшее учебное заведение в современных границах страны.
Один из считанных (наряду с Регенсбургом и Бамбергом) крупных исторических городов Германии, избежавших разрушения во время Второй мировой войны. Над центром города возвышается холм с «самыми знаменитыми руинами Германии», которые издавна привлекали в город людей искусства.

## География
Гейдельберг расположен на Верхнерейнской низменности, на берегу реки Неккар. В этом месте река покидает свою долину в Оденвальде и выходит на равнину, где в 20 км к северо-западу от Гейдельберга сливается с Рейном.
Над городом господствуют три возвышенности: Кёнигштуль (568 м), Гайсберг (375 м) на левом берегу Неккара и Хайлигенберг («гора святых», 445 м) на правом.

### Флора и фауна
Поскольку город расположен в одном из самых тёплых регионов Германии, здесь можно встретить такие необычные для Центральной Европы виды, как миндальные деревья и финики пальчатые, а также одно оливковое дерево (на Гайсбергштрассе).
В Гейдельберге находится одна из самых жизнеспособных популяций свободно живущих ожереловых попугаев (Psittacula krameri), а также единственная в Европе популяция находящихся в Красной книге сухоносов (Anser cygnoides).

### Административное деление
Гейдельберг является административным центром округа Рейн-Неккар, однако сам город выделен в отдельный округ (т. н. город-округ, нем. Stadtkreis).
Город разделён на 15 районов (Altstadt, Bahnstadt, Bergheim, Boxberg, Emmertsgrund, Handschuhsheim, Kirchheim, Neuenheim, Pfaffengrund, Rohrbach, Schlierbach, Südstadt, Weststadt, Wieblingen, Ziegelhausen).
| Городской район (№) - Городской подрайон (№) | Население | Площадь (га) | Герб           |
| --- | --------- | ------------ | -------------- |
| Шлирбах (001) - Восточный Шлирбах (001 1) - Западный Шлирбах (001 2) | 3208      | 906,3        |                |
| Альтштадт (002) - Кернальтштадт (002 1) - Форальтштадт (002 2) - Кёнигштуль (002 3) - Кольхоф - Молькенкур - Шпайерер Хоф | 10 455    | 1377,9       |                |
| Бергхайм (003) - Восточный Бергхайм (003 1) - Западный Бергхайм (003 2) | 7162      | 131,1        |                |
| Вестштадт (004) - Восточный Вестштадт (004 1) - Западный Вестштадт (004 2) - Альте Штадтгертнерай (004 3) | 12 978    | 174,3        | Weststadt      |
| Сюдштадт (005) - Восточный Сюдштадт (005 1) - Западный Сюдштадт (005 2) - Марк-Твен-Деревня | 4416      | 172,6        |                |
| Рорбах (006) - Восточный Рорбах (006 1) - Западный Рорбах (006 2) - Рорбах-Хазенлайзер (006 3) - Южный Рорбах (006 4) - Рорбах-Геванн озеро (006 5) - Бирхельдер Хоф (006 6)                                                                                          | 16 471    | 639,5        | Rohrbach       |
| Кирххайм (007) - Центр Кирххайма (007 1) - Северный Кирххайм (007 2) - Западный Кирххайм (007 3) - Кирххайм-Флур (007 4) - Кирххаймер Хоф - Кирххаймер Мюле - Курпфальцхоф - Нойротт - Плайкарцфёрстер Хоф - Ам Кирххаймер Вег (007 5) - Патрик-Генри-Деревня (007 6) | 16 263    | 1534,1       | Kirchheim      |
| Пфаффенгрунд (008) - Южный Пфаффенгрунд (008 1) - Северный Пфаффенгрунд (008 2) - Восточный Пфаффенгрунд (008 3) | 7940      | 350,1        |                |
| Виблинген (009) - Центр Виблингена (009 1) - Оксенкопф (009 2) - Южный Виблинген (009 3) - Виблинген-Флур (009 4) - Гренцхоф | 10 315    | 1430,9       | Wieblingen     |
| Хандшусхайм (010) - Восточный Хандшусхайм (010 1) - Западный Хандшусхайм (010 2) - Хандшусхаймер Флур (010 3) - Южный Клаузенпфад (010 4) | 17 834    | 1510,8       | Handschuhsheim |
| Нойенхайм (011) - Восточный Нойенхайм (011 1) - Центр Нойенхайма (011 2) - Западный Нойенхайм (011 3) | 13 095    | 567,1        |                |
| Боксберг (012) - Восточный Боксберг (012 1) - Западный Боксберг (012 2) | 4061      | 238,5        |                |
| Эммерцгрунд (013) - Северный Эммерцгрунд (013 1) - Южный Эммерцгрунд (013 2) | 6707      | 268,4        | Emmertsgrund   |
| Цигельхаузен (014) - Восточный Цигельхаузен (014 1) - Западный Цигельхаузен (014 2) - Петерсталь (014 3) | 9285      | 1473,3       | Ziegelhausen   |
| Банштадт (015) - Восточный Банштадт (015 1) - Западный Банштадт (015 2) | 2238      | 108,6        |                |
| Гейдельберг (целый город) | 142 428   | 10 883,5     |                |

## История

### Доисторическое время

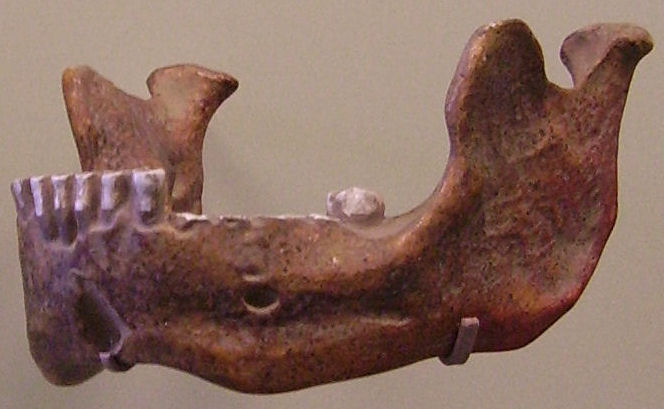
Нижняя челюсть Мауэр 1 гейдельбергского человека, найденная во время раскопок в Мауэре

В 1907 году в селении Мауер близ Гейдельберга были найдены останки (нижняя челюсть) так называемого гейдельбергского человека, возраст которых оценивается в 600 000 лет.
На возвышенности Хайлигенберг были найдены следы стоянок, относящихся к раннему каменному веку, кельтских и римских поселений.

### Средние века
Первое письменное упоминание Гейдельберга восходит к 1196 году (записи монастыря Шёнау), однако многие районы города (в то время отдельные поселения) были заселены значительно раньше, в VI—VIII веках (первое упоминание Хандшусхайма — 765, Кирхгейма — 767). В 1225 впервые упоминается крепость Гейдельберг. 

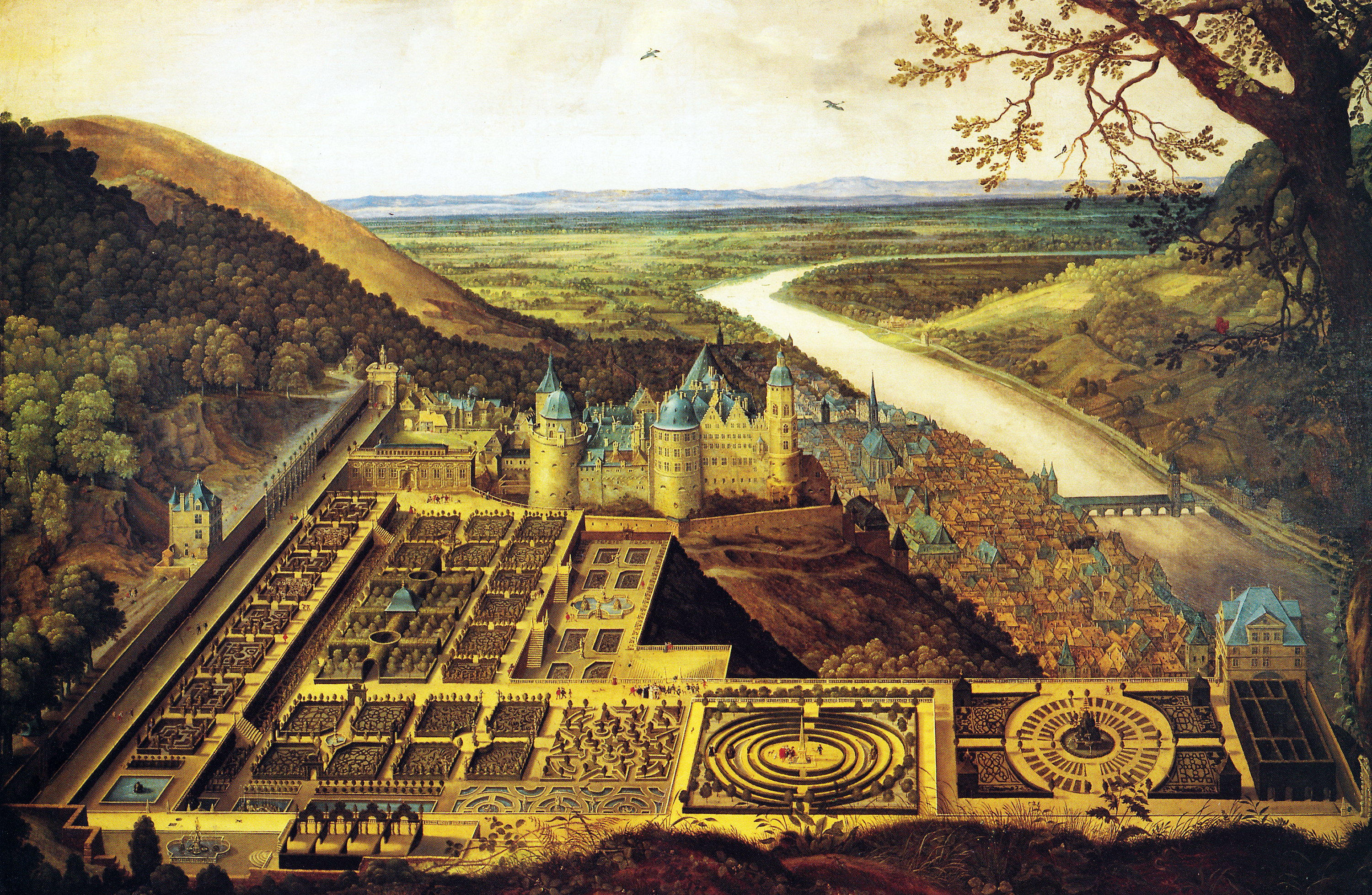
Резиденция курфюрстов в первой половине XVII века

В 1386 году был основан Гейдельбергский университет, слава которого со временем распространилась по всей Европе. В Средние века и в начале Нового времени Гейдельберг был основной резиденцией правителей Курпфальца.

### Новое время
Первая фаза Тридцатилетней войны затронула также и Гейдельберг. Фридрих V Пфальцский («Зимний король»), избранный в 1619 королём Богемии (Чехии), в 1620 был разбит в битве при Белой Горе. Двумя годами позже, в 1622, Гейдельберг был завоёван имперским фельдмаршалом графом Тилли. Тилли завладел Палатинской библиотекой, которая была в 1623 передана герцогом Максимилианом I Баварским в дар папе римскому Григорию XV и вошла в состав библиотеки Ватикана.

Гейдельберг был завоёван и опустошён французами в 1689 и 1693 во время войны за Пфальцское наследство. При этом замок был частично взорван французами. После в разрушении замка поучаствовали жители города, использовавшие камни замка для восстановления города после войны. В 1720 резиденция курфюрстов была перенесена в Мангейм, с тех пор Гейдельберг утратил своё политическое значение. 

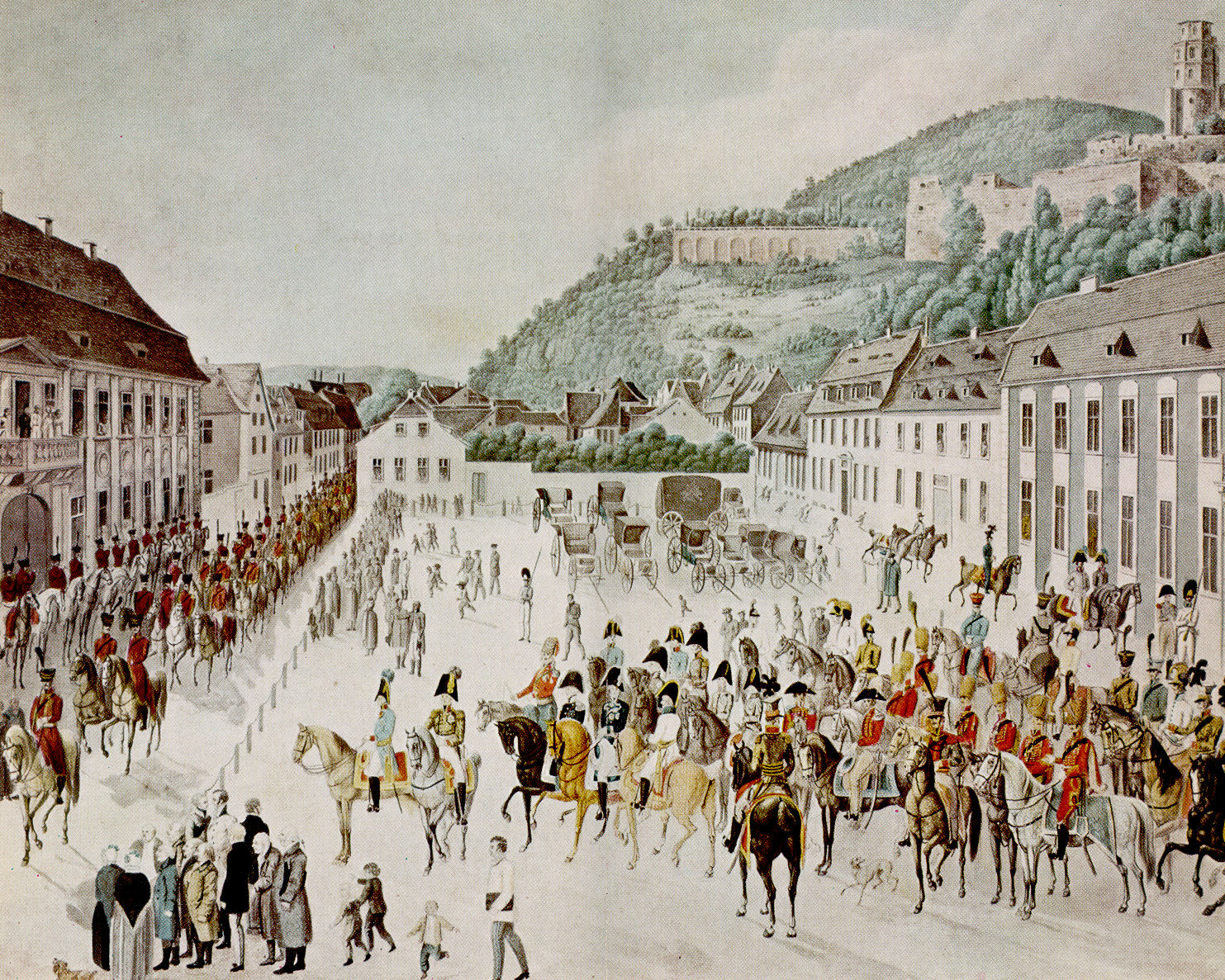
Русская армия в Гейдельберге (1815)

В 1803 году решением имперской депутации (нем. Reichsdeputationshauptschluss) Гейдельберг вместе с территорией Пфальца на правом берегу Рейна вошёл в состав курфюршества Баден (с 1806 — великого герцогства). В 1840 г. Мангейм и Гейдельберг были соединены железной дорогой — первой железной дорогой на юго-западе Германии.

### Новейшее время
В ночь на 9—10 ноября 1938 года Старая синагога Гейдельберга была сожжена дотла. Сто пятьдесят евреев были депортированы в концентрационный лагерь Дахау, 22 октября 1940 года 339 евреев были высланы в Гурс, а с 1942 по 1945 год ещё 103 были депортированы, главным образом в концентрационный лагерь Терезиенштадт. Оставшиеся евреи города находились в гетто. Ныне Alter Synagogenplatz это всё, что осталось от синагоги — площадь с мемориальными досками с именами арестованных, депортированных и убитых в годы Холокоста евреев, очертания стен синагоги на белом мраморе и двенадцать кубиков песчаника, представляющих скамьи и двенадцать колен Израиля. В городе также расположены камни преткновения об уничтоженных во время Холокоста евреях-жителях Гейдельберга.
В 1944 году в Гейдельберге заработал первый немецкий циклотрон.
В 1972 году в городе прошли Летние Паралимпийские игры.

### Религия
Гейдельберг очень рано был включён в процесс реформации. Хотя сначала население придерживалось учения Мартина Лютера, курфюрст Фридрих III ввёл в 1561 (официально закреплено церковным указом 15 ноября 1563 года и консисторским указом в 1564 году) реформированное учение по Жану Кальвину («Гейдельбергский катехизис», 1563). Таким образом, долгое время Гейдельберг был протестантским городом. В XVII веке город был частично рекатолизирован.

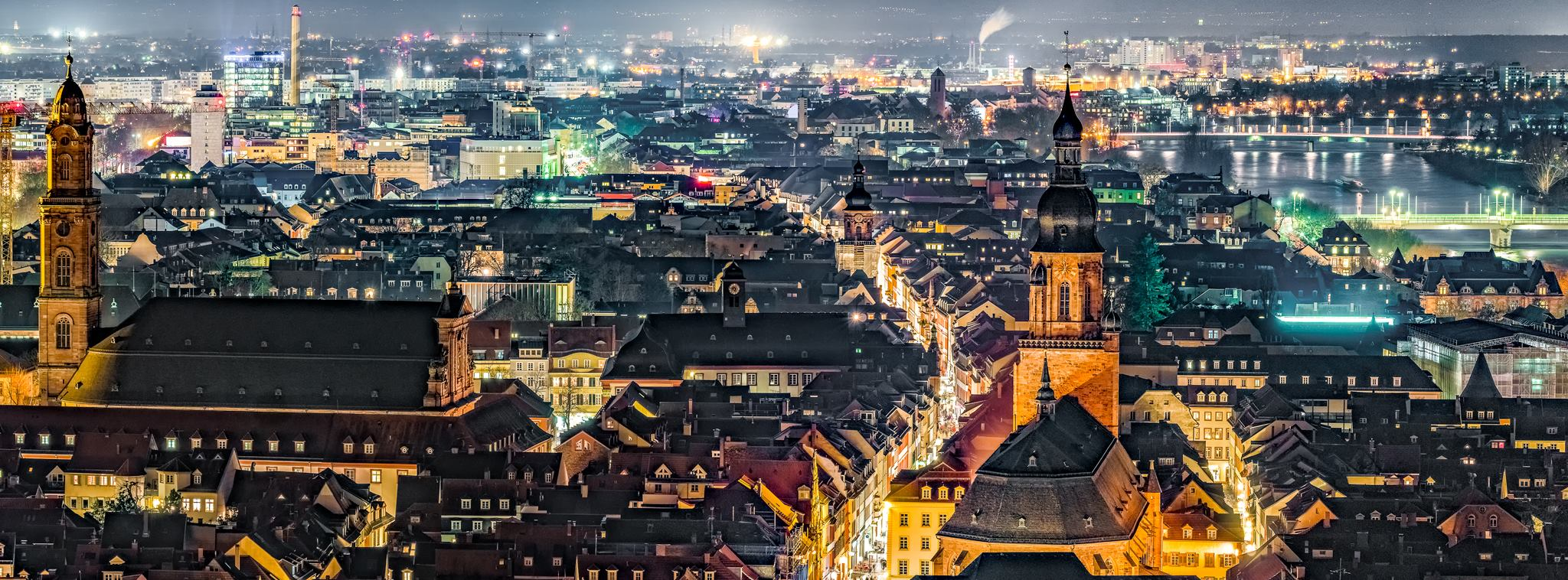
Слева направо: Церковь иезуитов, церковь Провидения и церковь Святого Духа в Гейдельберга на реке Неккар

## Политика
Городской совет под председательством обер-бургомистра состоит из 40 членов, работающих на общественных началах. Совет избирается сроком на 5 лет.
Города-побратимы Гейдельберга:
- Франция, Монпелье, с 1961.
- Великобритания, Кембридж, с 1965.
- Израиль, Реховот, с 1983.
- Россия/ Украина[19], Симферополь, с 1991.
- Германия, Баутцен, Саксония, с 1991.
- Япония, Кумамото, с 1992.
- Китай, Ханчжоу, с 2017.
- США, Пало-Алто, с 2017.

## Экономика
Гейдельберг — город с развитой экономикой и инфраструктурой, с уровнем безработицы значительно ниже среднего по стране (4 %, 2003). 21 % трудоспособного населения занято в производственной сфере, 18 % в сфере торговли, туризма и транспорта, 61 % в сфере прочих услуг.
В Гейдельберге находится несколько крупных предприятий: Heidelberger Druckmaschinen, HeidelbergCement и другие.
Крупнейшим работодателем региона является Гейдельбергский университет.

### Транспорт и коммуникации
Через западную часть города проходит федеральный автобан A5 (Альсфельд — Вайль-на-Рейне). Другой автобан, A656, соединяет Гейдельберг с Мангеймом.
14 декабря 2003 года начала действовать сеть пригородных поездов Рейн-Неккар (нем. S-Bahn RheinNeckar), соединившая Гейдельберг с другими городами региона. Через город проходят поезда дальнего следования (нем. ICE и IC/EC) линий Штутгарт — Кёльн, Цюрих — Франкфурт, Штутгарт — Гамбург, Зальцбург — Франкфурт, Штутгарт — Дортмунд и Карлсруэ — Штральзунд.
Первая электрифицированная трамвайная линия была запущена в городе в 1902 году. Кроме четырёх трамвайных маршрутов, через город проходит линия региональной железной дороги OEG (Гейдельберг — Мангейм — Вайнхайм).
Горная железная дорога (нем. Heidelberger Bergbahn), работающая с 1890 года, соединяет замок со станцией Молкенкур и вершиной горы Кёнигштуль (с 1907), является одной из достопримечательностей города.

## Образование и наука
В городе расположена Гимназия курфюрста Фридриха — школа с почти пятивековой историей.

### Высшие учебные заведения
- Гейдельбергский университет (нем. Ruprecht-Karls-Universität Heidelberg), основанный в 1386 году, является старейшим университетом на территории современной Германии.
- Хайдельбергская высшая школа (нем. Fachhochschule Heidelberg), основана в 1969 году.
- Педагогический институт (нем. Pädagogische Hochschule Heidelberg), основан в 1962 году, с 1971 года — научный институт.
- Институт церковной музыки (нем. Hochschule für Kirchenmusik Heidelberg), основан в 1931 году при протестантской церкви Бадена.
- Институт еврейской культуры и религии (нем. Hochschule für Jüdische Studien Heidelberg), основан в 1979 году.

### Научные исследования
Гейдельберг — один из крупнейших научных центров Германии, здесь находится большое число научных институтов, преимущественно биологической направленности:
- Немецкий центр исследований рака (нем. DKFZ).
- Европейская молекулярно-биологическая лаборатория (нем. EMBL).
- Институты Общества Макса Планка:
  - Институт международного права (нем. Max-Planck-Institut für ausländisches öffentliches Recht und Völkerrecht).
  - Институт ядерной физики Общества Макса Планка.
  - Институт астрономии Общества Макса Планка.
  - Институт медицинских исследований Общества Макса Планка.
- Гейдельбергский институт теоретических исследований

4 марта 1892 года немецким астрономом Максом Вольфом в Гейдельбергской обсерватории был открыт астероид (325) Хайдельберга. Он был назван в честь Гейдельберга, рядом с которым находится эта обсерватория.
Астероид (417) Суэвия, открытый 6 мая 1896 года Максом Вольфом в Гейдельбергской обсерватории, был назван в честь старейшей в Гейдельберге студенческой корпорации.
Астероид (418) Алеманния, открытый 7 сентября 1896 года тем же астрономом в той же обсерватории был назван в честь другой студенческой корпорации Гейдельберга.
Астероид (544) Йетта, открытый 11 сентября 1904 года немецким астрономом Паулем Гёцем, назван в честь героини сказаний и легенд Гейдельберга.

## Культура и достопримечательности

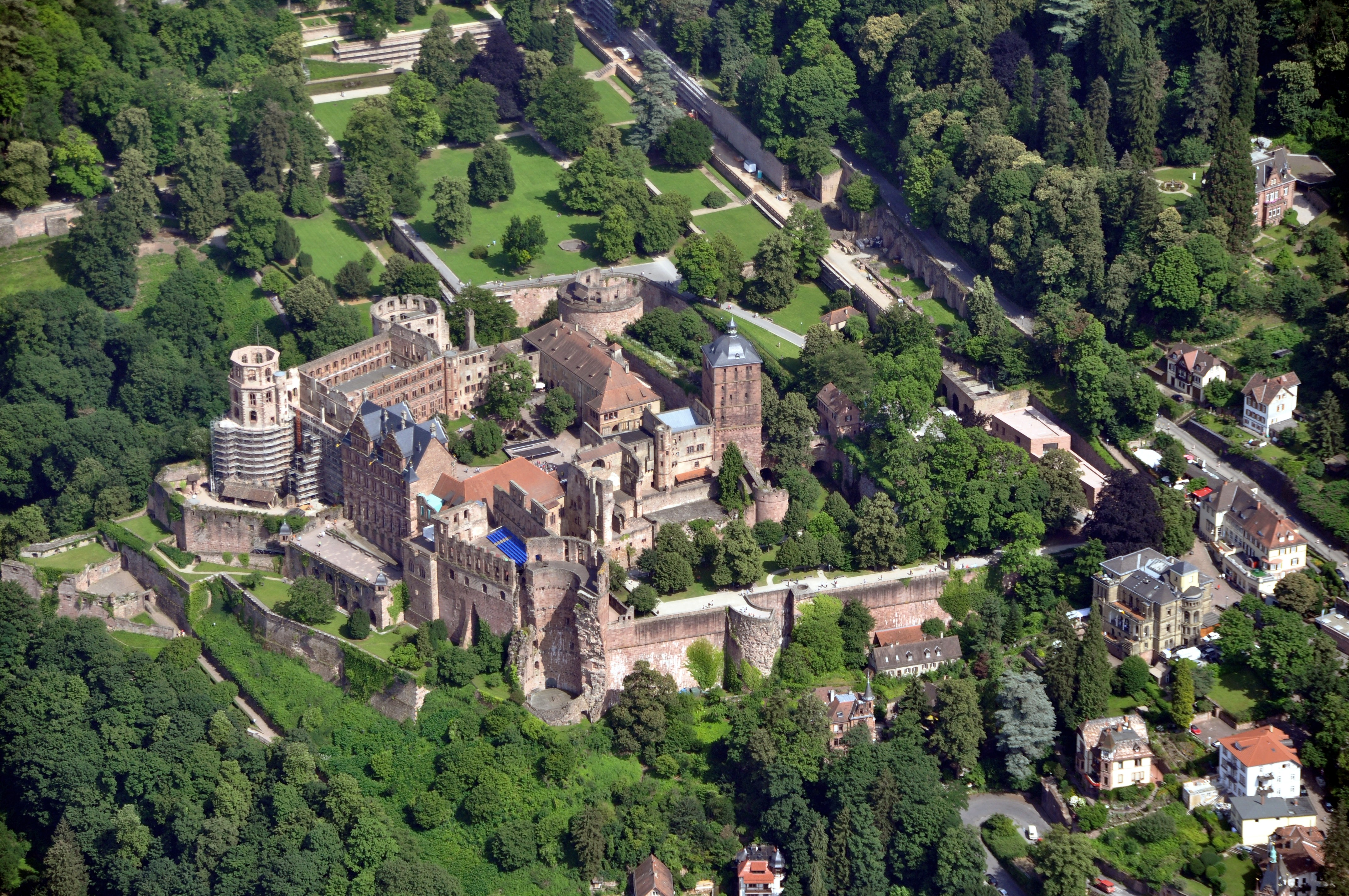
Гейдельбергский замок, прозванный в XIX веке самыми знаменитыми руинами Германии

Богатую культурную жизнь города в немалой степени объясняет тот факт, что Гейдельберг — студенческий город. В городе множество театров, культурных центров и, конечно, ночных клубов.
Культурный центр «Вокзал Карлстор» (Kulturzentrum Karlstorbahnhof) открыт в 1995 году. Здание вокзала Гейдельберг-Альтштадт — это сейчас один из самых известных культурных центров Гейдельберга, со своей театральной студией, кинотеатром, ночным клубом. В центре проводятся выставки, концерты, форумы на политические темы, литературные встречи.

### Театры
- Театр и оркестр Гейдельберга[нем.] (Theater und Orchester Heidelberg) — драматические и оперные постановки.
- Свободное театральное объединение Гейдельберга (нем. Freier Theaterverein Heidelberg e. V.), поддерживает «Театр на вокзале „Карлстор“» (нем. das TiKK — Theater im Kulturhaus Karlstorbahnhof).
- Музыкальный театр Гейдельберга.
- Молодёжные театр Zwinger 3 и театральная студия.
- Romanischer Keller.
- Stephge junges theater Pfaffengrund.
- Taeter-Theater.
- Театральная община Volksbühne (нем. Theatergemeinde Volksbühne Heidelberg e. V.).
- Театральная мастерская Гейдельберга[нем.] (Theaterwerkstatt Heidelberg).
- Театр «В дороге» (нем. UnterwegsTheater).
- Zimmertheater Heidelberg.

### Кино
В ноябре в городе проходит ежегодный Международный кинофестиваль Мангейм — Гейдельберг.

### Музеи

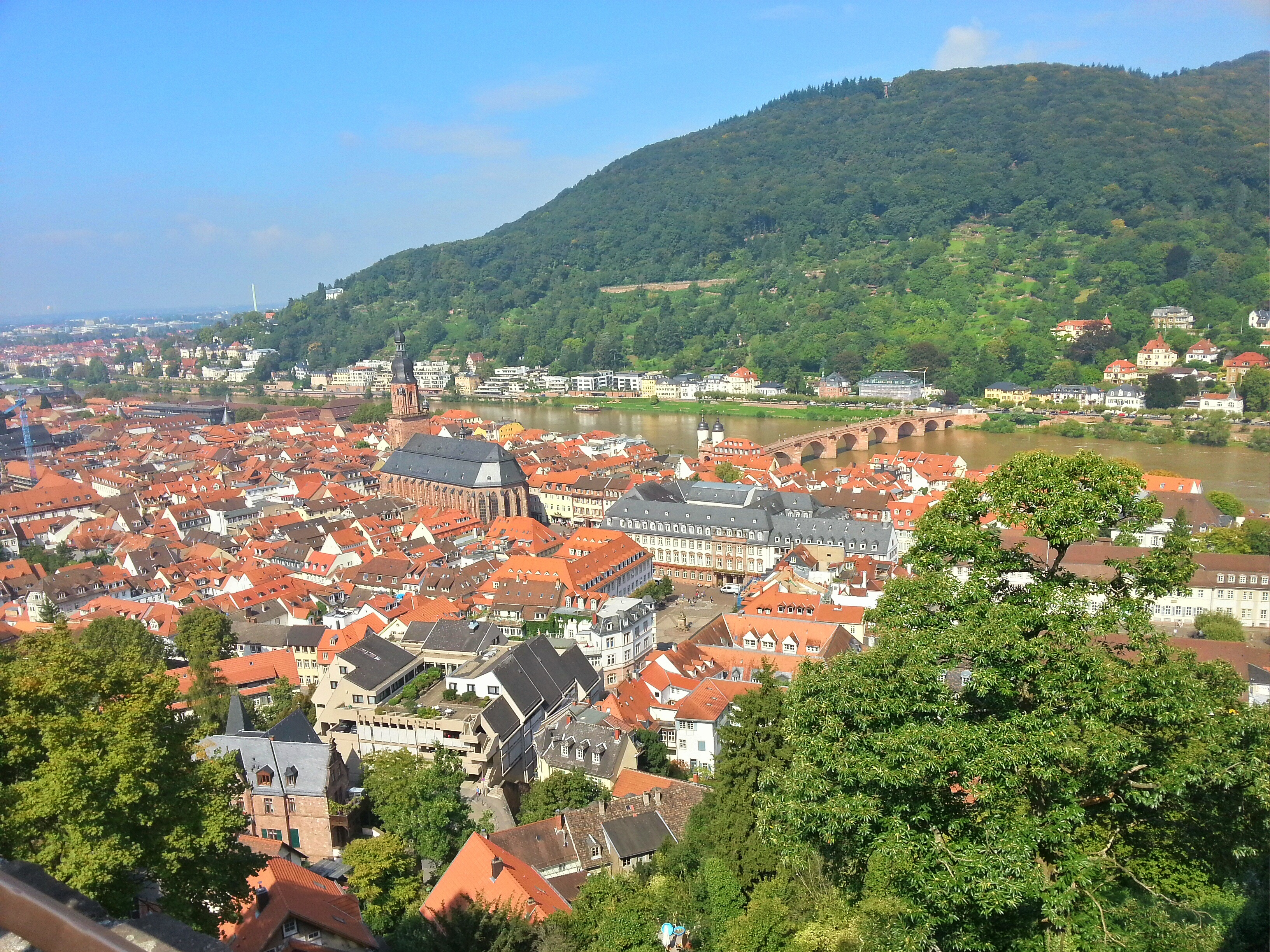
Вид из замка на Старый город Гейдельберга

- Музей античности и собрание слепков.
- Музей бонсай (нем. Bonsai-Museum).
- Музей Карла Боша[нем.] (Carl Bosch Museum Heidelberg).
- Немецкий музей аптечного дела[нем.] (Deutsches Apotheken-Museum) и Башня аптекатей (Apothekerturm) в Гейдельбергском замке.
- Немецкий музей упаковки (нем. Deutsches Verpackungs-Museum).
- Дом-музей Фридриха Эберта[нем.] (Reichspräsident-Friedrich-Ebert-Gedenkstätte).
- Краеведческий музей Кирхгейма (нем. Heimatmuseum Kirchheim).
- Краеведческий музей Рорбаха (нем. Heimatmuseum Rohrbach).
- Краеведческий музей Цигельгаузена (нем. Heimatmuseum Ziegelhausen).
- Курпфальцский музей (Kurpfälzisches Museum der Stadt Heidelberg).
- Музей сакрального искусства и литургии (нем. Museum für sakrale Kunst und Liturgie).
- Геологический и палеонтологический музей.
- Дом-музей Cajeth (нем. Museum Haus Cajeth) — галерея наивного искусства неизвестных художников.
- Коллекция Принцхорна (нем. Sammlung Prinzhorn).
- Бывшая университетская тюрьма (нем. Studentenkarzer), по сохранившимся надписям на стенах можно получить представление о студенческой жизни до Первой мировой войны (последний заключённый покинул тюрьму в 1914 году).
- Коллекция текстиля Макса Берка (нем. Textilsammlung Max Berk).
- Информационный и культурный центр немецких синти и рома[нем.] (Dokumentations- und Kulturzentrum Deutscher Sinti und Roma)[20] — единственный в мире центр с выставкой о синти, ромах и Холокосте[21].
- Университетский музей (нем. Universitätsmuseum).
- Этнографический музей Гейдельберга[нем.] (Völkerkundemuseum Heidelberg).
- Зоологический музей и зоопарк.
- Манесский кодекс — самая знаменитая средневековая рукопись на средневерхненемецком языке, создана в 1300 году. В настоящее время хранится в библиотеке Гейдельбергского университета.

### Архитектура

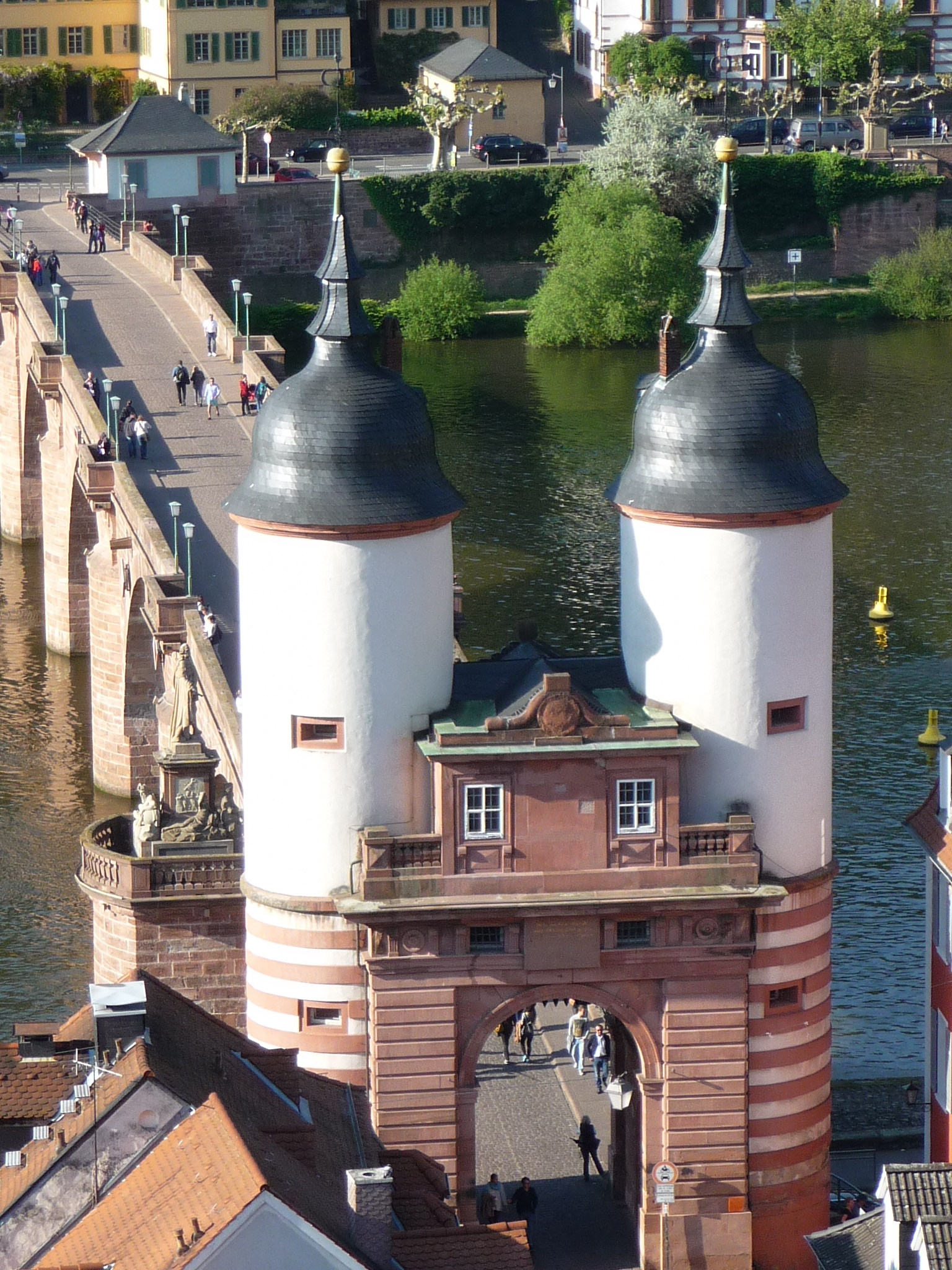
Ворота Старого моста

Гейдельберг относится к немногим крупным немецким городам, чей исторический центр не был затронут бомбардировками во время Второй мировой войны. Причиной этого стало то, что американцы изначально планировали разместить в Гейдельберге штаб своей группировки (по этой же причине почти не бомбили Висбаден). В 2004 году была подана заявка на внесение Старого города (нем. Altstadt) Гейдельберга в список всемирного наследия ЮНЕСКО, однако в 2007 году решение международного комитета было отложено. В Старом городе, имеющем одну из самых больших пешеходных зон в Европе (1,6 км), находится большинство достопримечательностей города.
Особенно стоит отметить следующие:
- Замок (символ города, «самые знаменитые руины Германии»).
- Университетская библиотека.
- Церкви:
  - Церковь Святого Духа.
  - Церковь иезуитов (нем. Jesuitenkirche).
  - Церковь св. Петра (нем. Peterskirche).
  - Церковь Провидения (нем. Providenzkirche).
- Старый мост через Неккар.
- Отель «У рыцаря» (также «У святого Георга», нем. «Hotel zum Ritter») 1592 года, одно из старейших жилых зданий в Гейдельберге.
- Кладбище Bergfriedhof с могилой Фридриха Эберта.
- Так называемая «Дорога философов» (нем. Philosophenweg).
- Аббатство Нойбург.
- Обсерватория на горе Кёнигштуль.
- Гора Хайлигенберг.
- Амфитеатр 1930-х годов под открытым небом на вершине горы Хайлигенберг (Тингштетте).

### Достопримечательности в окрестностях
Район Бергштрасе и романтическая долина Неккара. Из городов стоит упомянуть Шпайер, Вормс, Шветцинген (в особенности замок с парком), Ладенбург, Мангейм, Брухзаль и Вислох.

### Регулярные мероприятия
- Март — апрель: «Гейдельбергская весна» (нем. Heidelberger Frühling), музыкальный фестиваль.
- Март — апрель: международная ярмарка пасхальных яиц (нем. Internationaler Ostereiermarkt Heidelberg).
- Апрель: полумарафон в последние выходные апреля.
- Май: весенняя ярмарка на Мессплатц (нем. Frühlingsmesse auf dem Messplatz).
- Июль: немецко-американский народный праздник в Patrick-Henry-Village (нем. Deutsch-Amerikanisches Volksfest in der Patrick-Henry-Village), в связи с событиями 11 сентября в настоящее время не проводится.
- Июль — август: фестиваль в Гейдельбергском замке[нем.] (Heidelberger Schlossfestspiele).
- Сентябрь: «Гейдельбергская осень»[нем.] (Heidelberger Herbst) в Старом городе.
- Октябрь: осенняя ярмарка.
- Октябрь — ноябрь: Гейдельбергские театральные дни, «Enjoy Jazz».
- Ноябрь: Международный кинофестиваль Мангейм — Гейдельберг.
- Ноябрь — декабрь: рождественская ярмарка в Старом городе.

## Упоминания в культуре
- Эссе Марка Твена «Об ужасающей трудности немецкого языка[англ.]» (1880) начинается с упоминания Гейдельбергского замка.
- Сюжет романтической драмы Мотоциклистка, (Франция—Великобритания, 1968) построен вокруг путешествия героини аз Анго (Франция) в Гейдельберг.
- Isi & Ossi[англ.] Немецкая романтическая комедия. (14.02.2020, Netflix). Часть сюжета происходит в Гейдельберге и вторая часть в соседнем Мангейме.
- Действия романа «Out of the shelter[англ.]» (1970) Дэвида Лодж происходят в Гейдельберге.
- В первом сезоне американского телесериала Гений Милева Марич на некоторое время переводится в Хайдельбергский университет.
- Гейдельберг многократно упоминается в романе И. С. Тургенева «Дым» (1867).
- Павел Нерлер. «Осип Мандельштам в Гейдельберге» (1994).
- Часть действий детективного аниме-сериала «Монстр» (2004) происходит в Гейдельберге.
- В стихотворении Г. Гейне «Вы злые, злые песни», положенном на музыку Р. Шуманом в вокальном цикле «Любовь поэта», упоминается Гейдельбергская бочка (нем. Heidelberger Faß).
- Манга «Монстр». Йохан Либерт, главный антагонист серии, совершает преступление в Гейдельберге.